# Lunulă
| |  |  |
| |  |  |
| În geometria plană semiluna formată din două cercuri care se intersectează se numește lunulă. În diagrame sunt prezente câte două lunule, una fiind umbrită gri. |  |  |

În geometria plană o lunulă este zona concav-convexă delimitată de două arce de cerc. Are o porțiune a frontierei pentru care segmentul dintre două puncte apropiate se află în întregime în afara zonei și o altă porțiune a frontierei pentru care segmentul dintre două puncte din apropiere se află în întregime în interiorul zonei. O zonă asemănătoare, dar convex-convexă, este denumită lentilă.
Formal, o lunulă este complementul relativ al unui disc cu care se intersectează, dar niciunul nu este inclus complet în celălalt. Alternativ, dacă {\displaystyle A} și {\displaystyle B} sunt discuri, atunci {\displaystyle A\smallsetminus A\cap B} este o lunulă.

## Cvadratura lunulei
În secolul al V-lea î.Hr. Hipocrate din Chios a arătat că lunula lui Hipocrate și alte două lunule ar putea fi convertite într-un pătrat având aceeași arie folosind doar rigla și compasul. În 1766 matematicianul finlandez Daniel Wijnquist, citându-l pe Daniel Bernoulli, a enumerat toate cele cinci lunule care au cvadraturi, adăugându-le celor cunoscute de Hipocrate. În 1771, Leonard Euler a prezentat o abordare generală și o ecuație a problemei. În 1933 și 1947 a fost demonstrat de Nikolai Cebotariov și studentul său Anatoli Dorodnov că acestea cinci sunt singurele lunule care au cvadraturi.

## Arie
Aria unei lunule formate din cercuri cu razele a și b (b > a) cu distanta c între centrele lor este
{\displaystyle A=2\Delta +a^{2}\sec ^{-1}\left({\frac {2ac}{b^{2}-a^{2}-c^{2}}}\right)-b^{2}\sec ^{-1}\left({\frac {2bc}{b^{2}+c^{2}-a^{2}}}\right),}
unde {\displaystyle {\text{sec}}^{-1}} este inversa secantei, iar
{\displaystyle \Delta ={\frac {1}{4}}{\sqrt {(a+b+c)(-a+b+c)(a-b+c)(a+b-c)}}}
este aria triunghiului cu laturile a, b și c.